# Joseph City, Arizona
Joseph City je naseljeno područje za statističke svrhe u američkoj saveznoj državi Arizona. Prema popisu stanovništva iz 2010. u njemu je živjelo 1,386 stanovnika.